# Швидкісний трамвай Далласа
Швидкісний трамвай Далласа (англ. DART Light Rail) — система ліній легкорейкового транспорту в місті Даллас, Техас, США. В системі 64 станції на чотирьох лініях, існує невелика підземна ділянка з однією підземною станцією «Cityplace/Uptown». Найдовша ЛРТ система у Сполучених Штатах.

## Історія
Після довгих обговорень владою різних рівнів проекту будівництва ліній ЛРТ в місті, будівництво розпочалося у 1990 році. Початкова ділянка відкрита в 1996 році мала довжину з 32 км. 14 червня відкрилася ділянка Червоної лінії «Westmoreland» — «Pearl» та Блакитної «Illinois» — «Pearl». Після успіху початкової ділянки, систему постійно розширювали.

### Основні етапи розвитку
- 14 червня 1996 — відкриття початкової ділянки.
- 10 січня 1997 — розширення Червоної лінії  на північ до «Park Lane».
- 31 травня 1997 — розширення Блакитної лінії  на південь до «Ledbetter».
- 18 грудня 2000 — відкриття на діючій ділянці єдиної в місті підземної станції «Cityplace/Uptown».
- 24 вересня 2001 — розширення Блакитної лінії  на схід до «White Rock».
- 6 травня 2002 — розширення Блакитної лінії  на схід до «LBJ/Skillman».
- 1 липня 2002 — розширення Червоної лінії  на північ до «Galatyn Park».
- 18 листопада 2002 — розширення Блакитної лінії  на схід до «Downtown Garland».
- 9 грудня 2002 — розширення Червоної лінії  на північ до «Parker Road».
- 14 вересня 2009 — відкриття південно-східної ділянки Зеленої лінії  до «MLK Jr».
- 6 грудня 2010 — відкриття Зеленої лінії  в повному складі.
- 30 липня 2012 — відкриття початкової ділянки Помаранчевої лінії  від «Bachman» до «Irving Convention Center».
- 3 грудня 2012 — розширення Помаранчевої лінії  на захід до «Belt Line», та Блакитної  на схід до «Downtown Rowlett».
- 18 серпня 2014 — розширення Помаранчевої лінії  до Міжнародного аеропорту.
- 24 жовтня 2016 — розширення Блакитної лінії  на південь до «UNT Dallas».

## Лінії
Червона лінія проходить с півночі на південний захід, має 25 станцій. Починається на станції «Parker Road» в передмісті Плейно, далі прямує на південь через передмістя Річардсон в центр Далласа. Центральна ділянка є спільною для всіх ліній, з декількох станцій в центрі можливо пересісти на звичайні трамвайні лінії. Біля станції «Dallas Union Station» розташований залізничний вокзал з якого курсують приміські потяги, та потяги Amtrak. Після проходження центральної ділянки, лінія повертає на південний захід та закінчується на станції «Westmoreland».
Блакитна лінія проходить зі сходу на південь, має 25 станцій. Починається на станції «Downtown Rowlett» в місті Роулет, далі прямує на захід через місто Ґарланд до центру Далласа. Після проходження спільної центральної ділянки лінія прямує на південь до станції «UNT Dallas», що розташована біля філії Університету Північного Техасу.
Зелена лінія проходить с північного заходу на південний схід, має 24 станції. Починається на станції «North Carrollton/Frankford» в місті Керролтон, далі прямує на південний схід в центр Далласа. Після проходження центральної ділянки лінія і далі прямує на південний схід до станції «Buckner» що розташована у південно-східній частині міста.
Помаранчева лінія прямує зі заходу на північ, має 29 станцій. Починається на станції «Dallas/Fort Worth International Airport» біля Міжнародного аеропорту, далі прямує на схід через Ірвінг в центр Далласа. Після проходження центральної вся північна частина лінії є спільною з Червоною лінією.

## Режим роботи
Працює з 04:30 до 00:30 весь тиждень. Інтервал руху у будні починається від 15 хвилин в годину пік, 20 хвилин вдень та 30 хвилин після 22:00. У вихідні інтервал складає 20 хвилин з 09:00 до 20:00, та 30 хвилин вранці та ввечері.

## Галерея

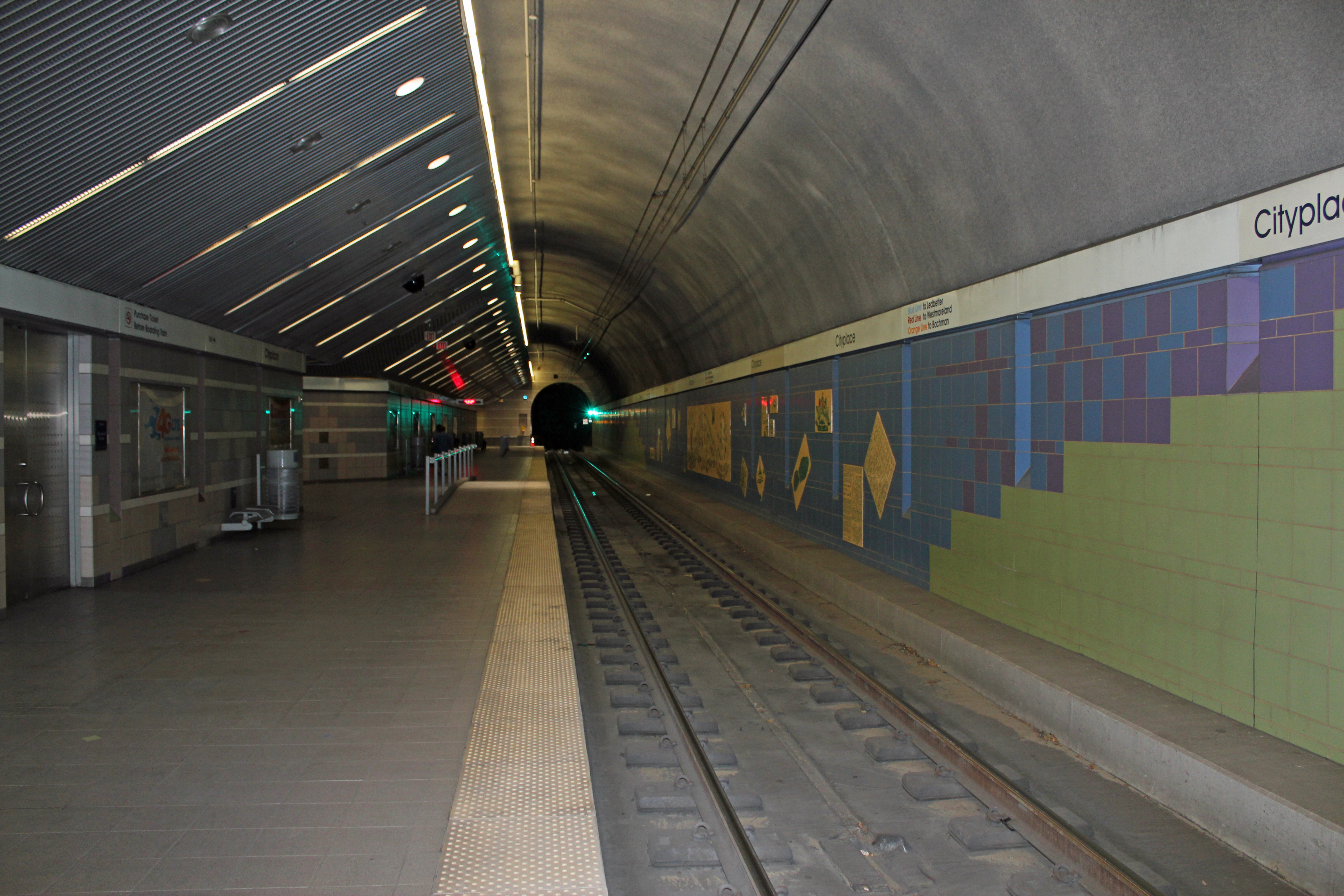
Єдина в місті підземна станція «Cityplace/Uptown»
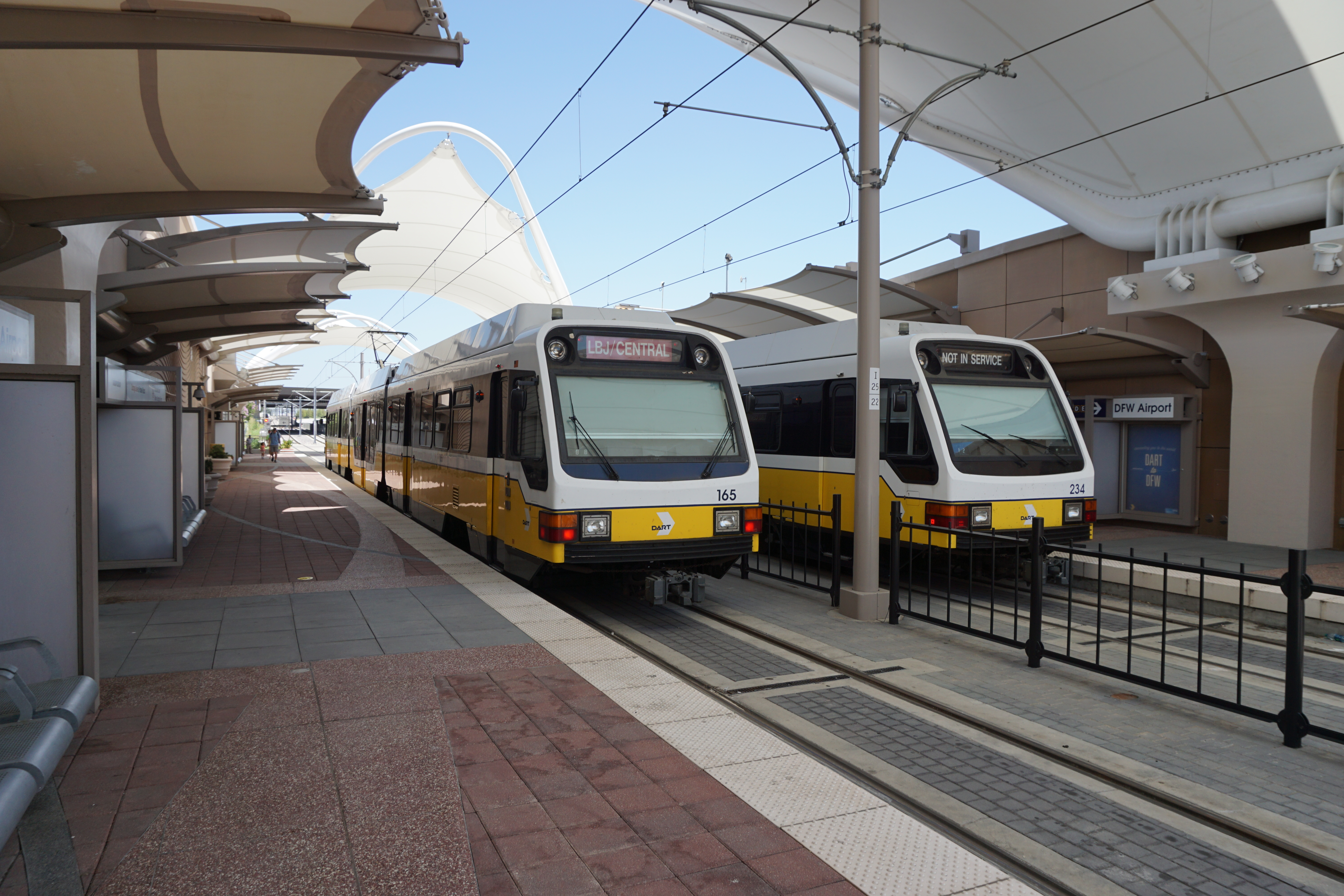
Потяги на станції біля Міжнародного аеропорту
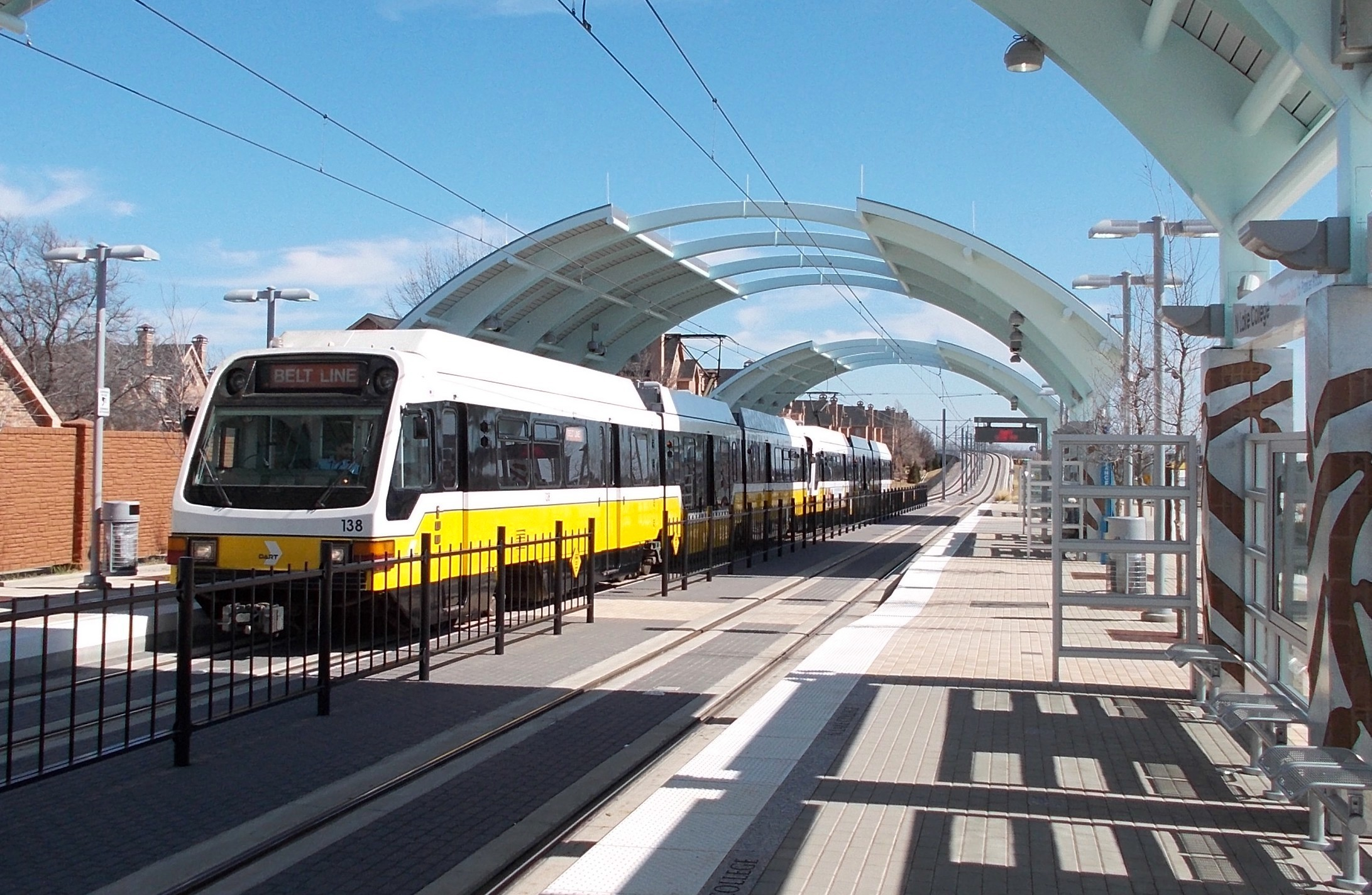
Потяг на станції «NL College»